# Arbeit & soziale Gerechtigkeit – Die Wahlalternative
Arbeit & soziale Gerechtigkeit – Die Wahlalternative (översatt till svenska: Arbete och social rättvisa – valalternativet; kortform: WASG) var ett politiskt parti som grundades 2005 i Tyskland. Den 16 juni 2007 gick WASG samman med PDS och bildade det nya partiet Die Linke.
WASG var i början en förening (Wahlalternative Arbeit & soziale Gerechtigkeit e. V.) som bildades 2004 av före detta medlemmar i SPD och personer från tyska fackföreningar. Den 22 januari grundades partiet officiellt som ett alternativ till de etablerade partierna. I mars 2007 hade partiet cirka 11 600 medlemmar. Under ledning av Oskar Lafontaine, som mellan 1995 och 1999 var ordförande för SPD och som 1999 hade avgått såsom finansminister ur Gerhard Schröders regering, inleddes sammanslagningen med partiet PDS (vänsterpartiet) som i juni 2007 var fullbordad.